# Balladen om Mackie Kniven

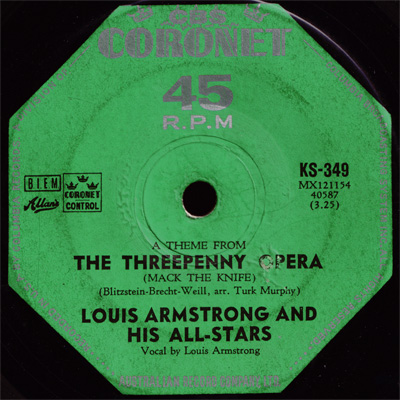
Skivetikett till Louis Armstrongs inspelning av Mack The Knife 1956.

Balladen om Mackie Kniven, tysk originaltitel Die Moritat von Mackie Messer, är en mordballad från pjäsen Tolvskillingsoperan, komponerad av Kurt Weill med text skriven av Bertolt Brecht. Den uruppfördes i Berlin den 31 augusti 1928. Sången inleder pjäsen, och presenterar vem Mackie Kniven är. Den återkommer även senare i pjäsen, och kommenterar då vad som utspelas.
Vid uruppförandet sjöngs sången av Kurt Gerron. Vid den första skivinspelningen (i december 1928 för Homocord) sjöngs den däremot av Harald Paulsen, vilken i pjäsen spelat rollen som den person sången handlar om: Mackie Messer själv. Även Gerron gjorde dock året därpå en insjungning av melodin för Electrola som del av ett längre potpurri med melodier ur pjäsen.
Stycket fick snabbt ett populärmusikaliskt liv även utanför pjäsen, och redan 1929 spelade exempelvis orkesterledaren Hans Schindler in en foxtrotversion för dans på Parlophon. Senare har melodin gjorts i många kända inspelningar, även på engelska där stycket brukar heta Mack the Knife alternativt The Ballad of Mack the Knife.
Ytterligare popularisering i bredare lager fick sången på 1950-talet genom insjungningar av Louis Armstrong (1956) och Bobby Darin (1959). Båda utgick från Marc Blitzsteins översättning av operan till engelska från 1954. Darins version nådde förstaplatsen på Billboard Hot 100 och han fick en Grammy Award för årets inspelning. Sången har blivit en del av jazzstandardrepertoaren. Andra översättningar och versioner har framförts av bland andra Ella Fitzgerald, Sting, Nick Cave, Lyle Lovett, Frank Sinatra och Robbie Williams. Rammstein omformulerade den tyska originaltexten till låten "Haifisch" från albumet Liebe ist für alle da.

## På svenska
Sången, liksom resten av pjäsen, översattes till svenska av Ebbe Linde 1957, med titeln Moritat om Mackie Kniven.[källa behövs] De tidigaste svenska inspelningar av sången som förtecknas i Svensk mediedatabas är från 1956: dels en instrumentalversion (som "Tema ur Tolvskillingsoperan") med Gunnar Lundén-Weldens orkester och Ernie Englund som trumpetsolist, inspelad den 15 februari för Metronome, dels en vokalversion (som "Mackie Kniven") med Simon Brehm, gjord för Karusell i mars samma år.